# Serédy Zsófia
Báró nagyfalusi Serédy Zsófia (1660. körül – 1710) magyar várúrnő, a báró és gróf csíkszentkirályi és krasznahorkai Andrássy család egyik ősanyja.

## Életútja

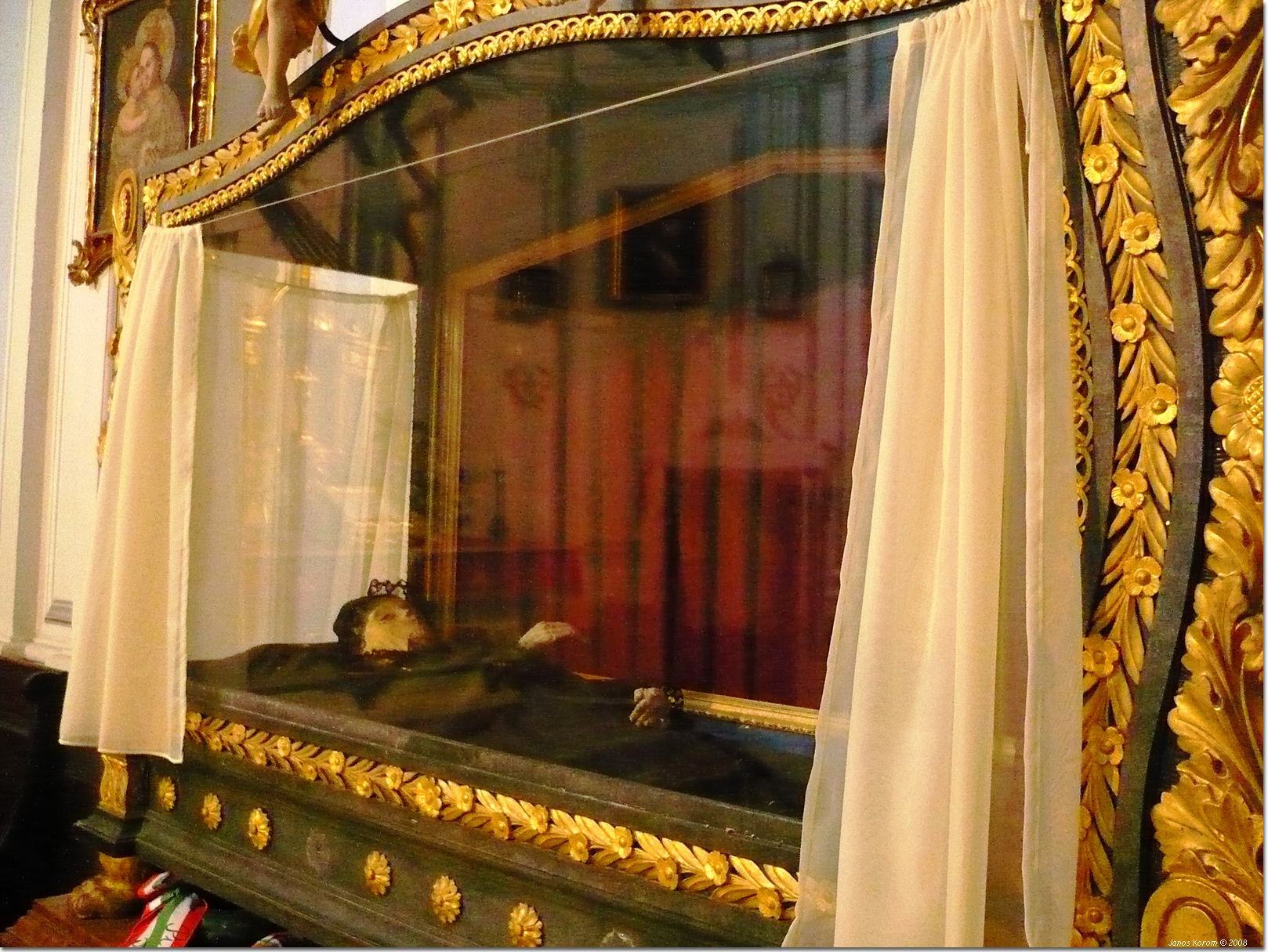
Szarkofágja a krasznahorkai várkápolnában

Nincs pontos adat születési dátumáról, minden bizonnyal szülei esküvője (1655) után, 1660 körül születhetett. Rangos nemesi családból származott, szülei Serédy Benedek és Újlaky Borbála voltak. Kilenc testvére volt. 1679. január 12-én ment férjhez a nála jóval idősebb Rhédey Ferenc kolozsi főispánhoz, akinek a vele való frigy a második házassága volt. Két gyermekük született, Krisztina és Anna. 
Első férje 1684-ben elhunyt. 1689. december 20-án újraházasodott báró Andrássy István kuruc generálissal. Andrássy Istvántól két fia született, Ferenc és József. Andrássy József a család betléri ágának megalapítója volt. Zsófia 1695-ben hímzett egy úrasztali kendőt, mely a berzétekőrösi református egyház tulajdonában volt. Köztudott volt második férjének Korponayné Géczy Juliannával viszonya, mely igazi megalázás lehetett Zsófia számára, melyből viszont nem sokat tapasztalt, mivel Zsófia 1710-ben elhunyt. 
A krasznahorkaváraljai plébániatemplomban temették el, majd a már említett vár kápolnájába helyezték el. Természetesen mumifikálódott holtteste túlélte a történelmi katasztrófákat, a krasznahorkai vár 1818-as és 2012-es tűzvészét is. Ennek oka a kápolnának a mumifikáció kedvező tényezői voltak. A múmia másik érdekessége, hogy jobb keze kissé meg van emelve – valószínűleg egy Biblia volt alatta, amely idővel szétmállott.
Alakját Jókai Mór A lőcsei fehér asszony című romantikus regényében örökítette meg, amely mű férje, Andrássy István románcát boncolgatta.
2016. június 9. és szeptember 18. között volt megnyitva az életéről szóló kiállítás a betléri Andrássy-kastélyban Zsófia – Krasznahorka úrnője címmel. Különösen azért, mert sokan megkérdőjelezték azt, hogy valóban Serédy Zsófia múmiája van-e a pompás szarkofágban, mivel a holttestben sokan Dőry Teréz arcmását fedezték fel. Végül az illetékes intézmények megerősítették, hogy a tetem személyazonossága Serédy Zsófiáé. 
A kiállított relikviák között ott volt Zsófia dúsan díszített későreneszánsz szekrénye is és annak eredeti tartalma, amelyet feltehetőleg II. Rákóczi Ferenc ajándékaként került a várba és 2015-ben történt meg a restaurálása. A tárlaton Serédy Zsófia múmiája egy 1 millió magyar forintot érő Boris Hanečka által tervezett fekete ruhát viselt. A rendezvényt a magyar és a szlovák sajtó egyaránt nagy érdeklődéssel követte végig.